# Chris Cieszewski
Chris J. Cieszewski, właśc. Krzysztof Cieszewski (ur. 1957) – 
polonijny amerykański naukowiec, absolwent SGGW w Warszawie i AR w Krakowie, doktor pracujący na stanowisku profesora badawczego w Warnell School of Forestry and Natural Resources Uniwersytetu Georgii w Stanach Zjednoczonych.

## Życiorys
Pochodzi z Polski, pierwotnie nazywał się Krzysztof Cieszewski. Jest kuzynem Witolda Chodakiewicza i wujem prof. Marka Jana Chodakiewicza.
Studiował w Szkole Głównej Gospodarstwa Wiejskiego w Warszawie, po uzyskaniu absolutorium wyjechał na 9-miesięczny staż do Dijon we Francji i odbył tam praktykę terenową. W lutym 1983 roku ukończył Szkołę Główną Gospodarstwa Wiejskiego w Warszawie i Akademię Rolniczą w Krakowie z tytułami magistra leśnictwa i inżyniera leśnictwa w specjalizacji inżynieria leśna oraz planowania i optymalizacji zbiorów. W okresie PRL od końca lat 70. działacz opozycyjny w ramach SKS na UJ, następnie NZS na SGGW, organizował struktury podziemne, kolportował pismo „Głos”, następnie „Wola”, zajmował się drukowaniem, po wprowadzeniu stanu wojennego w grudniu 1981 szef przepustek podczas strajku okupacyjnego na SGGW (trwającego od 14 grudnia 1981). Według materiałów IPN został zarejestrowany jako tajny współpracownik o pseudonimie "Nil" w lutym 1982 roku, nie jako Chris, a Krzysztof Cieszewski. Na początku 1983 aresztowany przez SB, wkrótce zwolniony warunkowo, po czym opuścił Polskę i wyjechał do Kanady. W 1989 roku uzyskał tytuł zawodowy magistra (Master of Science) na University of British Columbia w Kanadzie w zakresie modelowania i analizy ilościowej (Quantitative Analysis and Modeling), a w lipcu 1994 roku stopień naukowy doktora (Ph.D.) w zakresie biometrii leśnej na University of Alberta w Kanadzie. Od 1997 pracuje na etacie biometrii leśnej w Warnell School of Forestry and Natural Resources University of Georgia, z siedzibą w Athens, obecnie na stanowisku profesora w USA oraz jest redaktorem naczelnym czasopisma naukowego „Open Forest Science and Mathematical and Computational Forestry & Natural-Resource Sciences (MCFNS)”. Wchodzi w skład komitetów redakcyjnych 5 międzynarodowych czasopism naukowych i pracuje jako recenzent dla 23 międzynarodowych czasopism naukowych.
Chris Cieszewski jest również fundatorem międzynarodowego pisma „Mathematical and Computational Forestry & Natural-Resource Sciences” (MCFNS), organizacji zawodowej Southern Mensurationists zrzeszającej specjalistów od biometrii z południa Stanów Zjednoczonych i współfundatorem międzynarodowego pisma naukowego „Forest Biometry, Modelling and Information Sciences” (FBMIS)
Zajmuje się modelowaniem matematycznym stosowanym w inżynierii leśnej i uczestniczy w projektach badawczych finansowanych przez Departament Rolnictwa USA. Został członkiem komitetu naukowego Konferencji Smoleńskiej z lat 2012, 2013, 2014, skupiającej badaczy metodami nauk ścisłych katastrofy samolotu Tu-154 w Smoleńsku z 10 kwietnia 2010. Przygotował anglojęzyczną stronę internetową poświęconą konferencji.
W październiku 2013 na posiedzeniu Zespołu Parlamentarnego ds. Zbadania Przyczyn Katastrofy Tu-154M z 10 kwietnia 2010 roku udzielił opinii naukowej dotyczącej tzw. brzozy smoleńskiej. Formalnie nie jest ekspertem Zespołu, mimo że tak bywa określany w mediach.

## Publikacje
- Cieszewski, C. 2002. Comparing fixed- and variable-base-age polymorphic site equations having single versus multiple asymptotes. „Forest Science” 48(1):7–23
- Cieszewski, C.; Bella, I.E.; and Walker, D. 1999. Implementation of a base age invariant height model for lodgepole pine in company timber supply analysis. „Forestry Chronicle” 75:1–3
- Cieszewski, C.; Turner, D.P.; and Phillips, D.L. 1996. Statistical analysis of error propagation in national level carbon budgets. Proceedings of the Second International Symposium on Spatial Accuracy Assessment in Natural Resources and Environmental Sciences, Fort Collins, Colorado. Colorado State University. May 21–23, 1996
- Cieszewski, C. and Bella, I.E. 1995. Adjusting lodgepole pine site index for density related height growth reduction. P.F. Newton (Editor). 1995. Newfoundland and Labrador Region Information Report N-X-295. p. 11–19
- Cieszewski, C. and Bella, I.E. 1993. Modeling density-related lodgepole pine height growth, using Czarnowski’s stand dynamics theory. Can. J. For. Res. 23:2499–2506
- Cieszewski, C.; Zasada, M.; Lowe, R.; Borders, B.; Clutter, M.; and Daniels, R. 2003. Long-term sustainability analysis of fiber supply in Georgia. Forest Ecology and Management 187(2–3):345–359
- Borders, B.; Harrison, M.; Zhang, Y.; Shiver, B.; Clutter, M.; and Cieszewski, C. 2003. Growth and yield models for second rotation loblolly pine plantations in the piedmont / upper coastal plain and the lower coastal plain of the southeastern United States. Plantation Management Research Cooperative Technical Report 4. 48 p
- Zasada, M; Cieszewski, C.; Lowe, R.; Zawadzki, J.; Clutter, M.; and Siry, J. 2004. „Using FIA and GIS data to estimate areas and volumes of potential stream management zones and road buffers. In McRoberts, R.E., G. Reams, P. Van Deusen, H. McWillaims, C. Cieszewski (Eds). Proceedings of the 4th annual FIA symposium, St. Paul, MN, 2004. General Technical Report NC-252, USDA Forest Service
- Bettinger, P.; Molpus, R.; Borders, B.; Izlar, B.; Siry, J.; Harris, T.; Kane, M.; Cieszewski, C.; Merry, K.; Baldwin, S.; Simmons, R.; and Smith, J. 2010. Handbook of land and tree measurements: University of Georgia Center for Forest Business
- Cieszewski, C.; Harrison, M.W.; and Martin, S.W. 2000. Examples of Practical Methods for Unbiased Parameter Estimation in Self-Referencing Functions. Cieszewski C.J. (Editor). 2000. Proceedings of The First International Conference on Measurements and Quantitative Methods and Management, held on Jekyll Island, Georgia, November 17–18, 1999
- Cieszewski, C.; Borders, B.; Whiffen, H.; and Harrison, M.W. 2000. Forest Inventory in Georgia. In Zawila-Niedzwiecki and Brach (Editors). 2000. Proceedings of the International IUFRO Conference on „Remote Sensing and Forest Monitoring” in Rogow, Poland. June 1–3, 1999
- Cieszewski, C. 2001. Three methods of deriving advanced dynamic site equations demonstrated on Inland Douglas-fir site curves. Can. J. Forest Res 31(1):165–173
- Cieszewski, C. 2001. Inventory updates and related topics – From imputations to mixed models. Forest Science 47(3):285–286.
- Cieszewski, C. and Burkhart, H. 2001. Special Issue on Measurements and Quantitative Methods and Management in Modern Forestry. Mathematical Modelling and Scientific Computing 13:177–267
- Cieszewski, C. 2001. Analytical Solution to the Generalized Log-Logistic Equation. Forest Science 46:291–296